# Малая Борщёвка
Ма́лая Борщёвка — деревня в Клинском районе Московской области, в составе Воронинского сельского поселения. Население — 74 человека (2010). До 2006 года Малая Борщёвка входила в состав Слободского сельского округа
Деревня расположена в северной части района, примерно в 23 километрах к северо-северо-востоку от райцентра Клин, недалеко от границы с Тверской областью, у истоков реки Крутец (левый приток Сестры), высота центра над уровнем моря 143 м. Ближайшие населённые пункты на северо-востоке — деревня Задний Двор в 0,3 км и Микляево в 3 километрах.

## Население
| 2002 | 2006 | 2010 |
| ---- | ---- | ---- |
| 68   | ↗76  | ↘74  |